# 두유
두유(豆乳, 문화어: 콩우유, 영어: soy milk 소이 밀크[*])는 콩을 갈아 만든 우유와 비슷한 음료이다. 물에 불린 콩을 간 다음, 물을 붓고 끓여 걸러서 만든다.
시중에서 판매되는 가공두유들은 대두즙과 약간의 고형성분 외에, 식물성 유지와 설탕 혹은 과당처럼 단맛을 내기 위한 성분이 첨가된다.
진하게 만든 콩국으로 모유나 우유의 대용으로 쓴다. 흰콩(대두)을 물에 불린 다음, 갈기 전에 삶아 콩비린내가 나지 않도록 한다. 다른 첨가물이 없는 콩국 같은 순두유도 있고, 초콜릿·커피·사과 등을 넣은 두유도 있다.

## 역사
두유에 관한 최초의 기록은 중국에서 출토된 한동대 석판에 고대 부엌에서 두유를 제조하던 상황이 새겨져 있다.
두부육수(두부장)는 1365년 경 몽골 위안 시대에 사용되었다. 두장으로서 이 음료는 중국에서 일반적으로 신선한 콩으로 만든 두유의 일반적인 물 형태로 남아 있다. 1578년에 완성된 『본초강목』의 개요서에도 두유에 대한 평가가 나와 있다. 두장을 90분 이상 부드럽게 가열하면 가수분해되거나 바람직하지 않은 라피노스와 스타키오스, 올리고당을 분해하는 데 도움이 된다는 사실이 밝혀지면서 청나라 시대에 그 사용이 증가했다. 이는 유당 불내증 성인에게 헛배부름과 소화 통증을 유발할 수 있다. 18세기에는 노점상들이 이 물질을 팔 정도로 흔했다. 19일에는 아침 식사로 뜨겁고 신선한 두장을 먹기 위해 두부 가게에 컵을 가져가는 것도 흔한 일이었다. 이 공정은 중국 공화정 초기에 산업화되었다. 1929년까지 두 개의 상하이 공장은 하루에 1000병 이상을 판매했고 베이징의 다른 공장은 거의 그 자체로 생산적이었다. 제2차 세계대전과 중국 남북전쟁으로 인한 혼란 이후, 두유는 1950년대 홍콩, 싱가포르, 일본에서 청량음료와 같은 방식으로 판매되기 시작했다.

## 지역별 제품
두유는 동아시아 요리에서 흔히 사용되는 음료이다.
- 중국 요리에서는 사탕수수나 단순시럽을 첨가하여 "달콤한" 더우장을 만든다. "짠맛" 또는 "맛있는" 더우장은 종종 잘게 썬 겨자잎 절임, 말린 새우, 유탸오 크루통, 잘게 썬 파, 고수풀, 돼지 치실 및 샬롯과 함께 식초, 참기름, 간장, 아니면 고추기름이 혼합된다. 둘 다 전통적인 아침 식사 음식으로, 계절이나 개인 취향에 따라 뜨겁거나 차갑게 제공된다. 아침 식사에는 만터우, 유탸오, 사오빙과 같은 녹말이 많은 탄수화물이 풍부한 음식이 함께 제공되는 경우가 많다.
- 일본 요리에서는 두유를 사용하여 유바를 만들고 가끔 나베모노의 베이스로 사용한다.
- 한국 요리에서는 여름에 주로 먹는 냉면인 콩국수를 만들 때 육수로 콩국을 사용한다. 대표적인 두유 제품으로는, 베지밀, 참두, 진두유, 삼육두유, 연세두유 등이 있다.

많은 국가에서 두유는 완전 채식 및 채식 식품에 사용되며 많은 조리법에서 우유를 대체한다. 두유는 또한 콩 요구르트, 콩 크림, 콩 케피어, 콩 기반 치즈 유사품과 같은 모조 유제품을 만드는 데에도 사용된다. 또한 밀크셰이크, 팬케이크, 스무디, 빵, 마요네즈, 제과류를 만드는 재료로도 사용된다.
- 미국 스타벅스에서 시작하여 최근 한국에서도 커피에 우유 대신 두유변경이 가능해졌다.

## 같이 보기
- 우유
- 더우장
- 콩국
- 아몬드밀크
- 식물성 밀크